# 山岡正業
山岡 正業（やまおか まさなり、生没年不詳）は、江戸時代後期の旗本。仮名は市郎右衛門。

## 生涯
山岡正恒（市太郎、藤十郎）の子。三河を本国とする山岡氏は藤原氏の支流を称し、家祖の正利（市平）は徳川綱吉が延宝8年（1680年）に将軍家に入った時に御家人の列に加えられた。百俵二人扶持で、小十人を務めた。高橋包承（儀左衛門）の娘の文子を妻とした。早くに死去し、家督は長男の正視（紀一郎）が継いだ。正業の次男の謙三郎（高橋泥舟）は高橋家に養子に出ていたため、安政2年（1855年）に正視が死去するとその弟の信吉が家督を継承し、信吉の後は正視の門人であった小野高歩（鉄太郎）が正業の娘の英子（ふさこ、信吉の妹）と結婚して山岡家の婿養子となった（山岡鉄舟）。

## 参考資料
- 続群書類従完成会 編『新訂寛政重修諸家譜』 22巻、八木書店、1966年。ASIN B00N7RHE2A。ISBN 978-4797102260。
- 熊井保・大賀妙子 編『江戸幕臣人名事典』 4巻、小西四郎監修、新人物往来社、1990年11月。ISBN 978-4404016287。
- 小川恭一編著『寛政譜以降旗本家百科事典』 5巻、東洋書林、1998年5月。ISBN 978-4797102260。
- 歴史群像編集部 編『全国版幕末維新人物事典』学研パブリッシング、2010年3月3日。ISBN 978-4054044630。

| スタブアイコン | サブスタブ | この項目は、まだ閲覧者の調べものの参照としては役立たない、人物に関連した書きかけの項目です。この項目を加筆・訂正などしてくださる協力者を求めています（P:人物伝/PJ:人物伝）。 |